# Лорен Филлипс
Лорен Филлипс (англ. Lauren Phillips, род. 8 декабря 1987 года, Атлантик-Сити, Нью-Джерси, США) — американская порноактриса и эротическая фотомодель, лауреат премии NightMoves Award.

## Биография
Родилась 8 декабря 1987 года в городе Атлантик-Сити, расположенном в округе Атлантик американского штата Нью-Джерси. Имеет немецкие, ирландские, английские, шотландские и голландские корни. Училась в Ратгерском университете, где получила степень бакалавра. Перед тем, как заняться порнографией, работала няней и учителем танцев.
Дебютировала в порноиндустрии в 2013 году, в возрасте 26 лет. Первая сцена — для студии Reality Kings в фильме Monster Curves 23. Также работала с другими студиями, такими как Planet X, Evil Angel, Hustler, Wicked Pictures, Zero Tolerance, Elegant Angel, Adam & Eve, Brazzers, Metro, Kink.com, Girlfriends Films, Naughty America и Bang Bros.
В 2016 году Лорен Филлипс и Элисон Тайлер снялись в своей первой межрасовой сексуальной сцене в фильме Lex’s Breast Fest 7 с Лексингтоном Стилом.
В 2016 году получила премию NightMoves Award в номинации «мисс конгениальность».
В 2017 году была номинирована на AVN Awards в категориях «Лучшая групповая сексуальная сцена» (за Ginger Orgy) и «Лучшая виртуальная сцена» (за Sarah Jessie’s X3 Extreme VR Experience), а также на XBIZ Award в категории «Лучшая сексуальная сцена в пародийном фильме» за Storage Whore Orgy.
В 2018 году снова была номинирована на XBIZ Award в категории «Лучшая сексуальная сцена в табу-фильме» за I Love My Mom’s Big Tits 5.
На 2018 год снялась более чем в 250 фильмах.
Web-модель [ru.chaturbate.com/ chaturbate] [ru.chaturbate.com/laurenphillips/ под ником laurenphillips]

## Премии и номинации

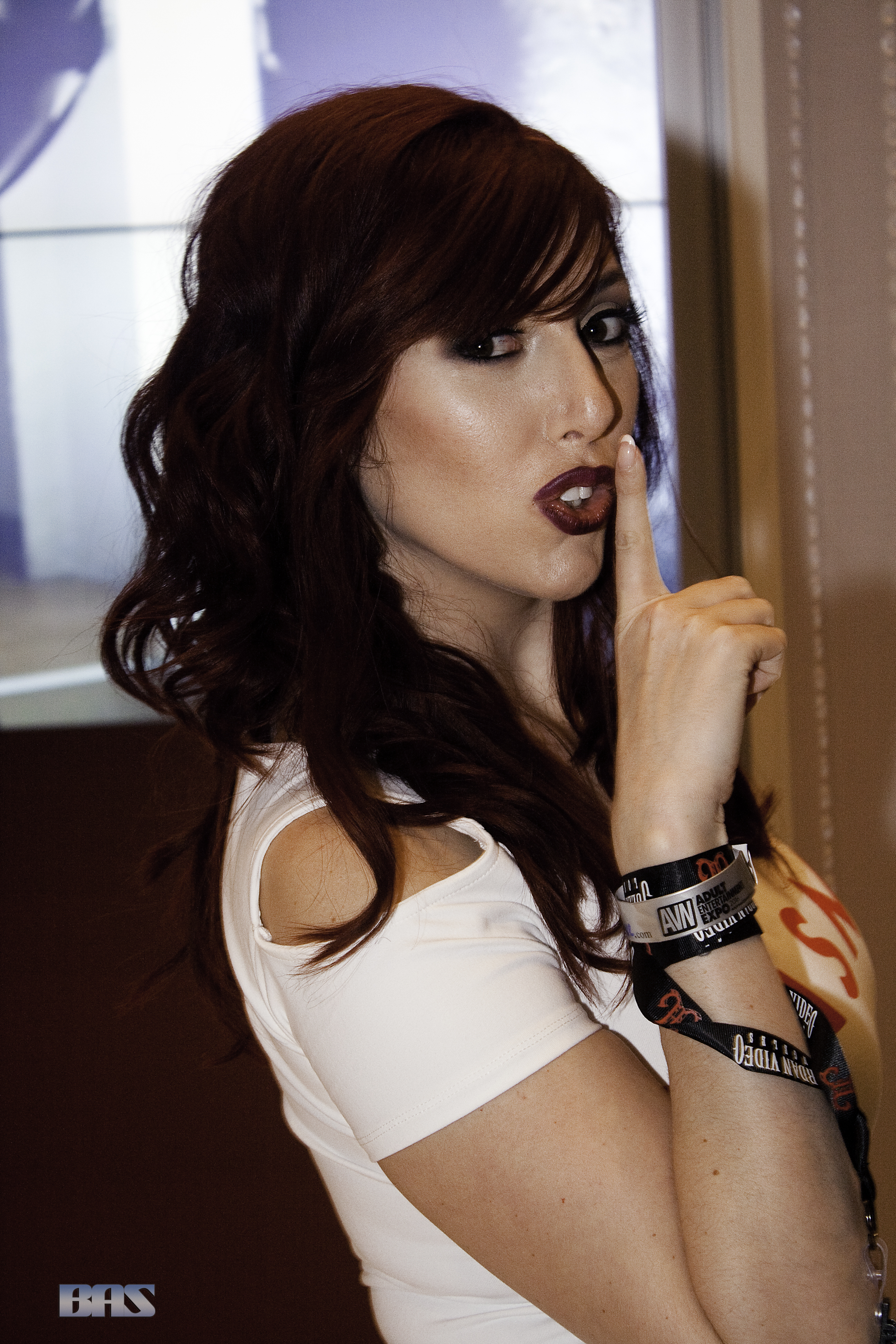
Филипс на AVN Adult Entertainment Expo, 2016 год

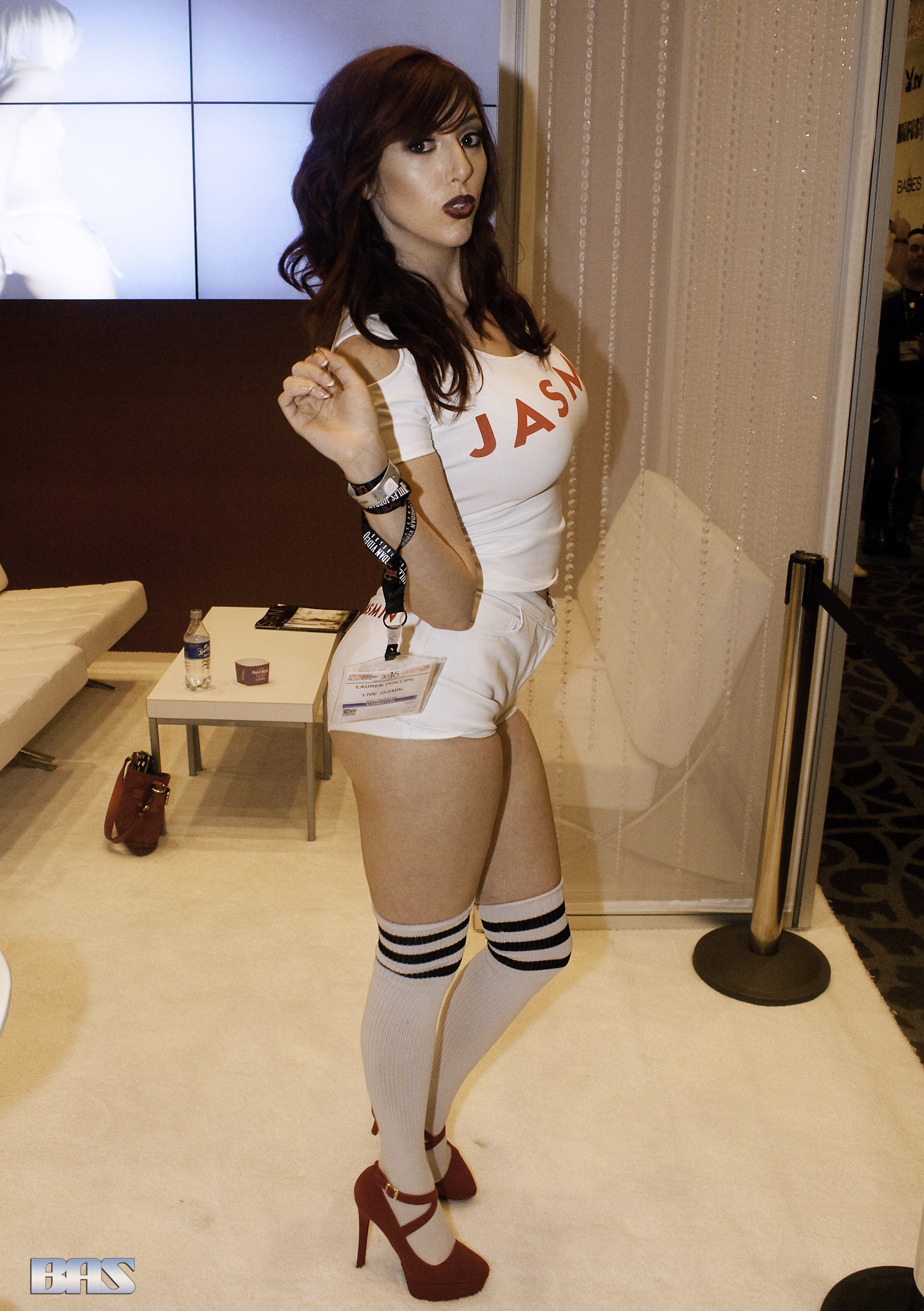

| Год  | Церемония                   | Результат | Номинация                                    | Работа                                  |
| ---- | --------------------------- | --------- | -------------------------------------------- | --------------------------------------- |
| 2016 | NightMoves Award            | Победа    | Мисс Конгениальность                         | н/д                                     |
| 2017 | AVN Awards                  | Номинация | Лучшая групповая сцена                       | Ginger Orgy                             |
| 2017 | AVN Awards                  | Номинация | Лучшая виртуальная сцена                     | Sarah Jessie’s X3 Extreme VR Experience |
| 2017 | Spank Bank Awards           | Номинация | Мастурбатор года                             | н/д                                     |
| 2017 | Spank Bank Awards           | Номинация | Киска года                                   | н/д                                     |
| 2017 | Spank Bank Awards           | Номинация | Ravishing Redhead of the Year                | н/д                                     |
| 2017 | XBIZ Award                  | Номинация | Лучшая сексуальная сцена в пародийном фильме | Storage Whore Orgy                      |
| 2017 | NightMoves Award            | Победа    | Лучший личный веб-сайт (выбор редакции)      | LaurenPhillips.com                      |
| 2018 | Spank Bank Awards           | Номинация | BBC Lover of the Year                        | н/д                                     |
| 2018 | Spank Bank Awards           | Номинация | Бондаж-артист года                           | н/д                                     |
| 2018 | Spank Bank Awards           | Номинация | Куколд-королева года                         | н/д                                     |
| 2018 | Spank Bank Awards           | Номинация | Докторантура по дилдологии                   | н/д                                     |
| 2018 | Spank Bank Awards           | Номинация | Гэнгбэнг-девушка года                        | н/д                                     |
| 2018 | Spank Bank Awards           | Номинация | Gloryhole Guru of the Year                   | н/д                                     |
| 2018 | Spank Bank Awards           | Номинация | Instagram-девушка года                       | н/д                                     |
| 2018 | Spank Bank Awards           | Победа    | Ravishing Redhead of the Year                | н/д                                     |
| 2018 | Spank Bank Technical Awards | Победа    | Magistrate of Missionary                     | н/д                                     |
| 2018 | Spank Bank Technical Awards | Победа    | Naughtiest Nanny                             | н/д                                     |
| 2018 | XBIZ Award                  | Номинация | Лучшая сексуальная сцена в табу-фильме       | I Love My Mom’s Big Tits 5              |
| 2018 | XRCO Award                  | Номинация | Невоспетая сирена                            | н/д                                     |

## Избранная фильмография
Некоторые фильмы: Anal Brats 2, Blowjobs and Stockings, Crash, Family Cuckolds, Ginger Patch 2, Jerk Me Off 3, Lauren Phillips Unleashed, Mom Is Horny, Naughty Anal MILFS 4, POV Mania 8, Squirt Monsters, Throat Fuck Me 3.